# Arthur Maimane
John Arthur Mogale Maimane, född den 5 oktober 1932 i Pietersburg, Sydafrika, död den 28 juni 2005 i London, var en sydafrikansk journalist och författare.

## Biografi
Maimane var prästson och gick i skola på St. Peters i Johannesburg, där även hans författarkollegor Alfred Hutchinson och Ezekiel Mphahlele gått. Han arbetade som journalist på tidskriften Drum och från år 1954 på dess systerpublikation Golden City Post. För Drum skrev han även noveller under pseudonymen Arthur Mogale.
Efter att hans kollega på Drum, Henry Nxumalo, år 1957 blivit mördad av gangstrar kände sig Maimane hotad och flyttade till Accra i Kwame Nkrumahs nyss självständiga Ghana, där han år 1958 började på tidskriftens nya Västafrika-upplaga. 1960 blev han anställd vid Radio Ghana, men han trivdes inte i Ghana och flyttade år 1961 till London, där han fick anställning på Reuters. För Reuters bevakade han Tanganyika, Zanzibar, Kenya och Uganda, men utvisades ur Tanganyika efter att ha kritiserat landets politik. Han bosatte sig då återigen i London med sin engelska flickvän Jenny, som han hade träffat i Dar es-Salaam och senare gifte sig med.
Under det tidiga 1970-talet blev han BBC:s första svarta journalist, och han arbetade även för ITN, där han började år 1973, samtidigt som den första svarta nyhetsuppläsaren i England, Trevor McDonald. År 1976 gav han ut romanen Victims, som fick god kritik i Storbritannien men förbjöds i hemlandet Sydafrika.
År 1990 flyttade Maimane tillbaka till Sydafrika för att rapportera om det stegvisa avskaffandet av apartheid. Han var redaktör på Johannesburg Star mellan åren 1994 och 1997. År 1996 satte State Theatre i Pretoria upp Maimanes pjäs Hang On In There, Nelson, som behandlade Sydafrika efter apartheid. Familjen återvände till Storbritannien 2000. Samma år gavs Victims ut i Sydafrika, under den nya titeln Hate No More.